# Halocarpus kirkii
Halocarpus kirkii of monoao is een conifeer uit de familie Podocarpaceae. Het is een boom die een groeihoogte tot 25 meter kan bereiken. De schors is grijsbruin tot donkerbruin en bladdert af in onregelmatige tot halfcirkelvormige vlokken. Het volwassen loof is schubachtig en heeft een geelgroene tot groene kleur. 
De soort is inheems in Nieuw-Zeeland, waar deze voorkomt op het Noordereiland. De boom groeit ook op het ten oosten van het Noordereiland gelegen Great Barriereiland. Hij groeit daar in kauribossen langs bergkammen of in moerassige holtes en bergkloven. De soort staat op de Rode Lijst van de IUCN geklasseerd als 'gevoelig'.
Deze soort is genoemd ter ere van de botanicus Thomas Kirk.

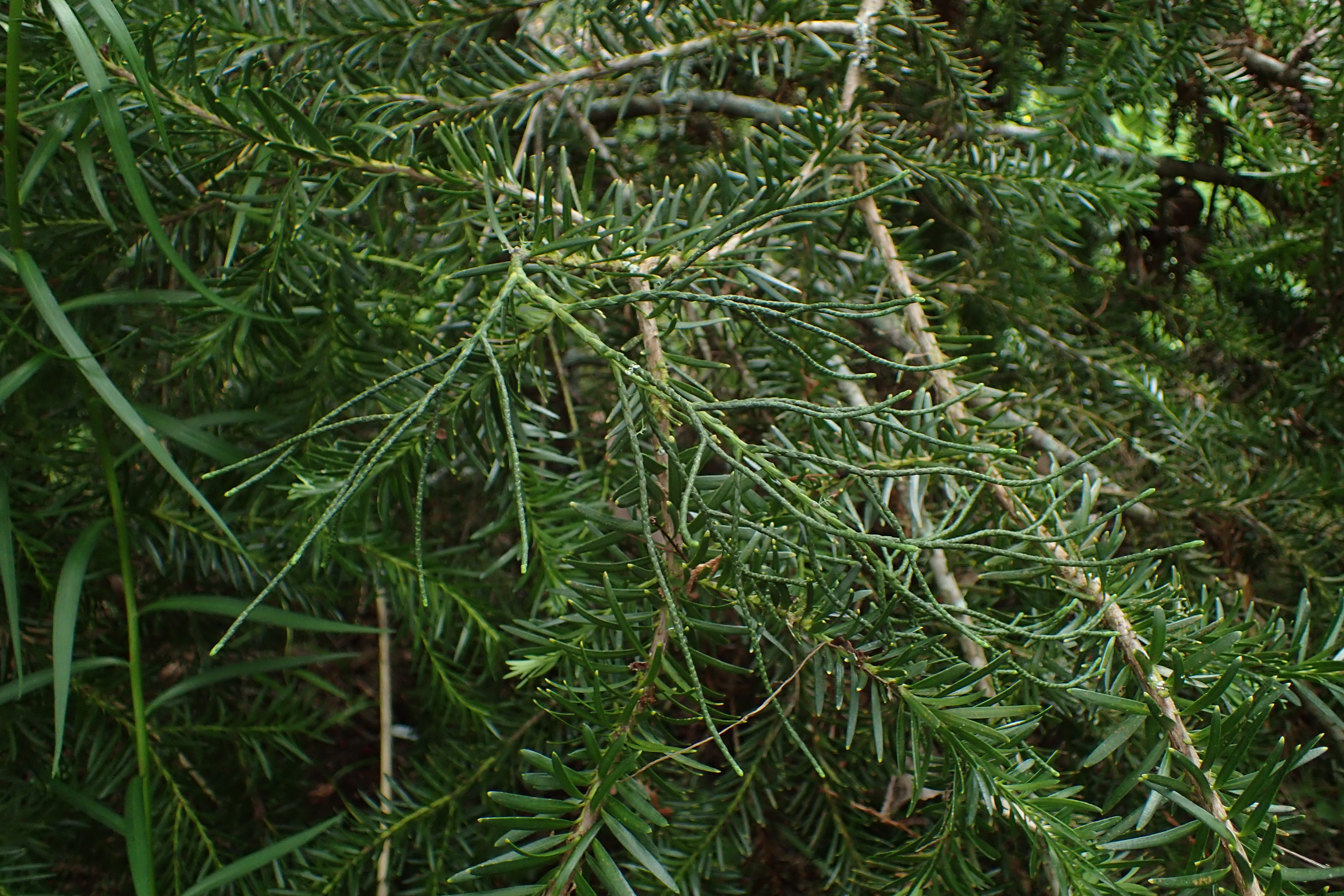
Loof van Halocarpus kirkii